# Occidental
L'Occidental, più tardi ribattezzato Interlingue, è una lingua ausiliaria internazionale creata da Edgar de Wahl e pubblicata inizialmente nel 1922.
Con il codice "ie", Interlingue è una delle cinque lingue ausiliarie insieme ad Interlingua (ia), esperanto (eo), Ido (io), e Volapük (vo), incluse nello standard ISO 639 di base (di due lettere, ci sono anche codici a tre lettere).

## Storia

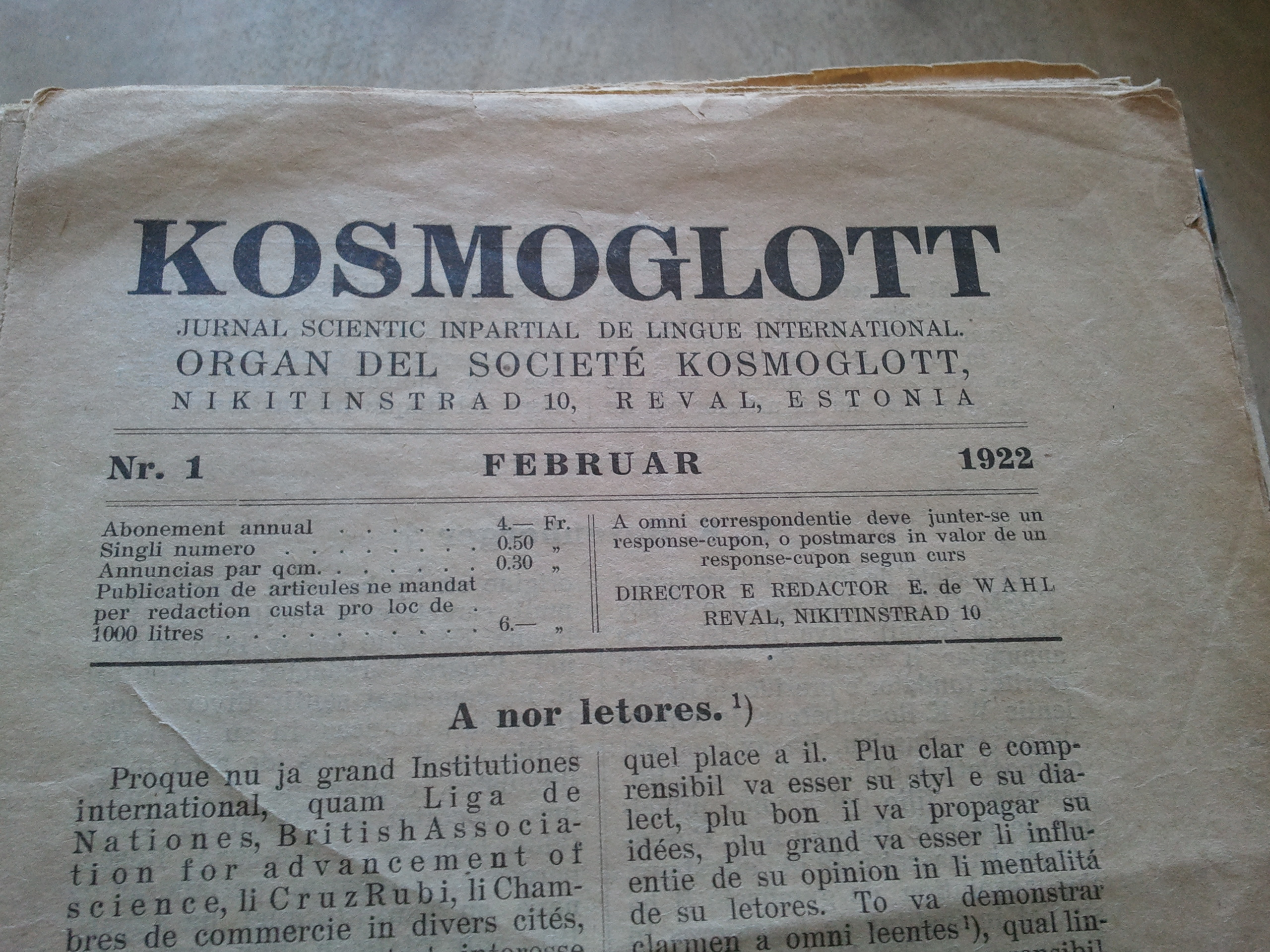
Il primo numero di Kosmoglott (poi Cosmoglotta), pubblicato frettolosamente dopo l'annuncio che la Società delle Nazioni stava studiando il problema di una lingua internazionale.

### Sintesi
Il linguaggio è stato ideato adottando una estrema cautela nell'assicurare che molte delle forme derivate delle parole riflettessero forme simili già presenti nelle lingue più comuni dell'Europa Occidentale.  Ciò fu garantito applicando la regola di de Wahl, che, in realtà, consiste in un piccolo gruppo di regole per convertire gli infiniti dei verbi in nomi e aggettivi derivati. Insieme a una grammatica semplificata, questo rese Occidental abbastanza popolare durante il quindicennio prima della seconda guerra mondiale, e si ritiene fosse divenuto la quarta lingua artificiale più popolare dopo Esperanto, Volapük, e (forse) Ido, nonostante che l'essere ideato e divulgato con una filosofia "eurocentrica" ne avesse intralciato lo sviluppo in altri luoghi.
L'Occidental sopravvisse alla seconda guerra mondiale cambiando il nome in Interlingue, ma gradualmente cadde in disuso in seguito alla comparsa di una lingua inventata in diretta competizione con esso, ovvero la tuttora attiva Interlingua della International Auxiliary Language Association (IALA).

### Inizi
Le attività di Occidental e dei suoi utenti possono essere viste attraverso la rivista Cosmoglotta, che iniziò la pubblicazione nel 1922 a Tallinn, in Estonia, con il nome di Kosmoglott. La lingua che Edgar de Wahl annunciò quell'anno era un prodotto di anni di sperimentazione personale sotto il nome di Auli (lingua ausiliaria), che usò dal 1906 al 1921 e che in seguito ottenne il soprannome di proto-occidentale. De Wahl, originariamente un sostenitore del Volapük e poi dell'esperanto, iniziò a creare l'Occidental dopo il fallimento del voto per riformare l'esperanto nel 1894. Durante lo sviluppo della lingua de Wahl spiegò il suo approccio in una lettera a un conoscente che il barone d'Orczy scrisse in Auli: "La mia direzione nella creazione di un linguaggio universale ti sembra piuttosto regressiva [...] Capisco che abbastanza bene, perché inizio proprio dall'altra parte, non comincio con l'alfabeto e la grammatica e poi devo adottarvi il vocabolario, ma proprio il contrario: prendo tutto il materiale internazionale di parole, suffissi, finali, forme grammaticali ecc., e poi lavoro per organizzare quel materiale, metterlo in ordine, compilare, interpolare, estrapolare e setacciarlo". De Wahl ha anche avuto frequenti corrispondenze con il matematico italiano e creatore del Latino sine flexione Giuseppe Peano, e ha guadagnato un apprezzamento per la sua selezione di vocaboli internazionali, scrivendo che "Credo che il libro "Vocabulario commune" del professor Peano sia già un più prezioso e lavoro scientifico rispetto all'intera letteratura scolastica di Ido sulle cose immaginarie evocate dal "fundamento" di Zamenhof".
Al suo annuncio nel 1922, l'Occidental era in una fase di quasi ma non totale completamento. De Wahl non aveva intenzione di annunciare la lingua per alcuni anni, ma lo ha fatto attraverso la pubblicazione di Kosmoglott dopo aver sentito che la Lega delle Nazioni (LON) aveva avviato un'inchiesta sulla questione di una lingua internazionale e dopo aver ricevuto l'anno prima una risposta favorevole dal Sottosegretario Generale Nitobe Inazō della LON che aveva adottato una risoluzione in materia il 15 settembre 1921. La prima pubblicazione conosciuta in Occidental, un opuscolo intitolato Transcendent Algebra di Jacob Linzbach, apparve poco prima del primo numero di Kosmoglott nel 1921.
Occidental iniziò a raccogliere seguaci grazie alla sua leggibilità, nonostante la completa mancanza di grammatiche e dizionari. Due anni dopo, nel 1924, de Wahl scrisse di essere in corrispondenza con una trentina di persone "in buon Occidental" nonostante la mancanza di materiale didattico. Nello stesso anno due società Ido si unirono a Occidental, una a Vienna (Austria) chiamata IdoSocieto Progreso (ribattezzata Societé Cosmoglott Progress) e la Societo Progreso a Brno (Cecoslovacchia), che cambiò nome in Federali (Federazione del amicos del lingue international). Il primo dizionario fu pubblicato l'anno successivo nel 1925, il Radicarium Directiv, che era una raccolta di parole di radice occidental e dei loro equivalenti in 8 lingue.
Kosmoglott era anche un forum per varie altre lingue pianificate, sebbene ancora principalmente scritto in occidentale. Fino al 1924 la rivista era anche affiliata all'Academia pro Interlingua, che promuoveva il Latino sine flexione di Peano. Il nome fu cambiato in Cosmoglotta nel 1927 quando iniziò a promuovere ufficialmente l'Occidental al posto di altre lingue, e nel gennaio dello stesso anno la redazione e la sede amministrativa della rivista furono trasferite a Vienna nella regione di Mauer, ora parte di Liesing. Gran parte del successo iniziale per Occidental in questo periodo è venuto dalla nuova posizione centrale dell'ufficio, insieme agli sforzi di Engelbert Pigal, anche dall'Austria, il cui articolo Li Ovre de Edgar de Wahl (The Work of Edgar de Wahl) ha portato a interessarsi a Occidental gli utenti della lingua Ido. All'inizio del 1930, la lingua era ampiamente diffusa in Germania, Austria, Svezia, Cecoslovacchia, Svizzera e, più recentemente, in Francia, dove iniziò ad essere utilizzata due anni prima.

### Periodo viennese, seconda guerra mondiale e standardizzazione linguistica
Oltre a una nuova posizione vantaggiosa in una città più vicina al centro dell'Europa, il periodo viennese fu caratterizzato per la prima volta anche dalla stabilità finanziaria. Due importanti sostenitori furono Hans Hörbiger, anche lui di Vienna, e G.A. Moore di Londra, da cui "Cosmoglotta ha potuto vivere senza difficoltà e ha conquistato una cerchia di lettori nonostante la crisi economica". Ciò non durò a lungo poiché Hörbiger e Moore morirono entrambi nel 1931 e Cosmoglotta fu nuovamente costretta a fare affidamento sulle entrate derivanti da abbonamenti, pubblicazioni e simili.
Il movimento in crescita iniziò una campagna più assertiva per la lingua all'inizio degli anni '30 in cui sfruttò la sua leggibilità a prima vista contattando organizzazioni come aziende, ambasciate, tipografie e LON utilizzando lettere interamente in Occidental che erano spesso comprese e ha risposto, spesso includendo il footer Scrit in lingue international "Occidental" ("Scritto nella lingua internazionale Occidental"). In questo periodo furono prodotti anche un gran numero di "documenti" numerati per introdurre il concetto di lingua internazionale e sostenere l'Occidente come risposta alla "torre di Babele" europea. In questo periodo iniziarono anche le registrazioni dell'Occidente parlato su dischi di grammofono per la distribuzione.
Gli anni dal 1935 al 1939 furono particolarmente attivi per Cosmoglotta, durante i quali fu pubblicata una seconda edizione della rivista. Originariamente intitolato Cosmoglotta-Informationes, iniziò presto a usare il nome Cosmoglotta B e si concentrò su argomenti di interesse più interno come questioni linguistiche, notizie di Occidental nelle notizie e aggiornamenti finanziari. All'inizio del 1936, senza contare i 110 numeri di Cosmoglotta e di altri giornali e bollettini, esistevano un totale di 80 pubblicazioni in e su Occidental.
Nel frattempo, gli anni che portarono alla seconda guerra mondiale portarono a difficoltà per l'Occidente e altre lingue pianificate che furono rese illegali in Germania, Austria e Cecoslovacchia, costrette a sciogliersi, tenute sotto sorveglianza della Gestapo, e fece distruggere i loro materiali didattici. L'interdizione delle lingue ausiliarie in Germania è stata particolarmente dannosa poiché era qui che viveva la maggior parte degli occidentali all'epoca. L'impossibilità di accettare pagamenti per gli abbonamenti fu un duro colpo finanziario, e una difficoltà che continuò dopo la guerra insieme alla divisione della Germania in zone di influenza, non tutte consentivano pagamenti. Nessuna comunicazione ha avuto luogo tra de Wahl a Tallinn e l'Unione occidentale in Svizzera dal 1939 all'ottobre 1947, prima a causa della guerra stessa e poi per posta intercettata tra la Svizzera e l'Unione Sovietica. Ignaro di ciò, de Wahl era sconcertato dalla mancanza di risposta alle sue continue lettere e persino a una vasta raccolta di poesie tradotte in occidentale che non furono mai consegnate; l'unica sua lettera ricevuta in Svizzera fu quella arrivata nel 1947 che chiedeva all'Unione Occidentale «perché non avesse mai risposto a nessuna lettera da Tallinn». Nel frattempo, la casa di de Wahl e la sua intera biblioteca erano state distrutte durante il bombardamento di Tallinn. Lo stesso De Wahl fu incarcerato per un periodo dopo aver rifiutato di lasciare l'Estonia per la Germania, e in seguito si rifugiò in un ospedale psichiatrico dove visse durante i suoi ultimi anni.
Lo scoppio della guerra nel 1939 interruppe le pubblicazioni di entrambi i Cosmoglotta fino al 1940, ma nel 1941 Cosmoglotta B riprese la pubblicazione e continuò fino al 1950. Un'edizione di Cosmoglotta A o B fu pubblicata ogni mese tra il gennaio 1937 e il settembre 1939, e poi (dopo lo shock iniziale della guerra) ogni mese dal settembre 1941 al giugno 1951. Durante il periodo bellico, solo quelli della Svizzera neutrale e della Svezia potevano dedicarsi completamente alla lingua, svolgendo attività in forma semi-ufficiale.
Una di queste attività era la standardizzazione della lingua. De Wahl aveva creato l'Occidental con una serie di caratteristiche immutabili, ma riteneva che il suo seguire le "leggi della vita" gli desse una base abbastanza salda da poter seguire una "evoluzione naturale" con una flessibilità tale da "concedere tempo e pratica per curare le modifiche che si rendessero necessarie». Di conseguenza, alcune parole avevano più di una forma ammissibile e non potevano essere risolte con il solo decreto, lasciando così la decisione ultima alla comunità includendo entrambe le possibili forme nei primi dizionari occidentali. Un esempio riguardava il verbo scrir (scrivere) e una possibile altra forma scripter, poiché entrambi creavano derivazioni riconoscibili a livello internazionale: scritura e scritor da scrir, o scriptura e scriptor da scripter. De Wahl ha espresso una preferenza per scrir, trovando lo scripter un po' pesante, ma ha commentato che quest'ultimo era certamente ammissibile e che l'Occidental potrebbe assumere un'evoluzione simile alle lingue naturali in cui entrambe le forme entrano di uso comune, con la forma più lunga che ha un carattere più pesante e formale e la forma più breve un tono più leggero e quotidiano (come la story inglese contro history).
L'ortografia era un'altra area in cui esistevano diverse possibilità, vale a dire l'ortografia etimologica (adtractiv, obpression), l'ortografia storica (atractiv, oppressione) o l'ortografia semplificata (atractiv, opression).[50] La prima opzione non fu quasi mai utilizzata e l'ortografia semplificata alla fine divenne lo standard nel 1939.[51] Gran parte della standardizzazione della lingua avvenne in questo modo attraverso la preferenza della comunità (ad esempio sia ac[52] che anc furono proposti per la parola "anche" ma la comunità si stabilì rapidamente su anc), ma non tutti. Con ancora dubbi sulla forma ufficiale di alcune parole e la mancanza di materiale generico destinato al grande pubblico,[53] durante la seconda guerra mondiale fu dedicato molto tempo alla standardizzazione della lingua e alla creazione di corsi, e nell'agosto 1943 fu presa la decisione, data la durata della guerra, creare un'accademia provvisoria per ufficializzare questo processo.[45] Questo processo era appena iniziato non molto tempo prima della guerra, e gli occidentalisti svizzeri, trovandosi isolati dal resto del continente, decisero di concentrarsi sui materiali didattici da preparare prima della fine della guerra.[54][55 ] Mentre lo facevano, si trovavano spesso di fronte alla decisione tra due forme "teoricamente ugualmente buone" che erano rimaste nell'uso popolare, ma la cui presenza poteva confondere un nuovo studente della lingua.[56] L'accademia ha sostenuto che gli sforzi di standardizzazione erano basati sull'uso effettivo, affermando che "... la standardizzazione della lingua ha limiti naturali. 'Standardizzare' la lingua non significa ufficializzare arbitrariamente una delle possibili soluzioni e rifiutare le altre come indesiderabili e irritanti . Si standardizzano solo soluzioni che sono già state sanzionate con la pratica».[57]
Durante la guerra, gli occidentalisti notarono che la lingua era spesso autorizzata ad essere trasmessa per telegramma all'interno e all'esterno della Svizzera (soprattutto da e verso la Svezia)[58] anche senza riconoscimento ufficiale, presumendo che i censori fossero in grado di capirla[59] e potrebbero hanno pensato che fossero scritti in spagnolo o romancio,[60] una lingua minore ma ufficiale in Svizzera che all'epoca mancava di un'ortografia standardizzata. Ciò ha permesso una certa quantità di comunicazione tra gli occidentalisti in Svizzera e Svezia. Non andarono altrettanto bene gli altri centri di attività occidentali in Europa, con le scorte di materiale di studio a Vienna e Tallinn che furono distrutte dai bombardamenti[61] e numerosi occidentalisti mandati nei campi di concentramento in Germania e Cecoslovacchia.[62][63] I contatti furono ristabiliti poco dopo la guerra da coloro che rimasero, con lettere da paesi come Francia, Cecoslovacchia, Finlandia e Gran Bretagna che arrivarono a Cosmoglotta da utenti che informavano la redazione che erano pronti a ricominciare le attività per la lingua.[64][ 65] Cosmoglotta aveva abbonati in 58 città della Svizzera[66] pochi mesi prima della fine della seconda guerra mondiale in Europa, e Cosmoglotta A riprese le pubblicazioni nel 1946.[42]

### IALA, Interlingua e cambio di nome in Interlingue
L'International Auxiliary Language Association (IALA), fondata nel 1924 per studiare e determinare la migliore lingua pianificata per la comunicazione internazionale, fu inizialmente vista con sospetto dalla comunità occidentale. La co-fondatrice Alice Vanderbilt Morris era un esperantista, così come molti dei suoi membri dello staff, e molti occidentalisti incluso lo stesso de Wahl[68] credevano che la sua guida sotto l'esperantista William Edward Collinson (noto tra i lettori di Cosmoglotta per un articolo del suo intitolato "Alcuni punti deboli dell'Occidente")[69] significava che era stato istituito con uno staff di linguisti professionisti con un pretesto neutrale e scientifico per sostenere una raccomandazione finale per l'esperanto. Le relazioni migliorarono presto, tuttavia, poiché divenne chiaro che la IALA intendeva essere il più imparziale possibile, familiarizzando con tutte le lingue pianificate esistenti. Ric Berger, un prominente occidentalista che in seguito si unì a Interlingua negli anni '50, descrisse in dettaglio una di queste visite che fece nel 1935 a Morris (il cui marito era l'ambasciatore degli Stati Uniti a Bruxelles) che migliorò notevolmente la sua opinione sull'organizzazione:
La mia opinione personale non era così pessimista, poiché, trovandomi a Bruxelles nel 1935, cercai la signora Morris e presto ottenni un'udienza con lei dove il mio affascinante ospite mi invitò a parlare in Occidental. Ha chiesto a suo marito, l'ambasciatore americano, di venire ad ascoltarmi per confermare quello che sembrava interessarli molto: una lingua in cui tutte le parole possono essere capite senza averla imparata! [...] La signora Morris avrebbe potuto usare la sua fortuna semplicemente per sostenere l'esperanto, che era suo diritto come esperantista condannata. Ma invece di ciò [...] decise di devolvere i suoi soldi a un tribunale linguistico neutrale per risolvere scientificamente il problema, anche se la sentenza va contro le sue convinzioni.
Di conseguenza, le opinioni nella comunità occidentale della IALA e delle sue attività hanno iniziato a migliorare e le relazioni sulle sue attività in Cosmoglotta sono diventate sempre più positive. Nel 1945, la IALA annunciò l'intenzione di creare un proprio linguaggio e mostrò quattro possibili versioni in esame, tutte naturalistiche anziché schematiche. Gli occidentali sono stati nel complesso contenti che la IALA avesse deciso di creare una lingua così simile in natura a quella occidentale, vedendola come un'associazione credibile che dava peso alla loro tesi secondo cui una lingua ausiliaria dovrebbe derivare dallo studio delle lingue naturali invece di tentare di adattarsi loro in un sistema artificiale. Ric Berger è stato particolarmente positivo nel descrivere la lingua che la IALA stava creando come una vittoria per la scuola naturale ("Li naturalitá esset victoriosi!")[71] e "quasi la stessa lingua" nel 1948,[72] anche se non senza riserve , dubitando che un progetto di simile aspetto e struttura possa «far cadere improvvisamente i pregiudizi [contro le lingue pianificate] e creare unità tra i partigiani delle lingue internazionali»[73] e temendo che possa semplicemente «disperdere i partigiani del linguaggio naturale senza nulla da dimostrare" dopo che Occidental aveva creato per tanto tempo "l'unità nella scuola naturalistica".[73]
Mentre le due lingue avevano un vocabolario identico al 90%[74] senza differenze ortografiche prese in considerazione (ad esempio con filosofie e philosophia considerate la stessa parola), strutturalmente e derivazionalmente erano molto diverse. La Regola di De Wahl in Occidental aveva per lo più eliminato i verbi con doppia radice latini (verbi come act: ager, act- o send: mitter, miss-), mentre Interlingua li accettava semplicemente come parte integrante di un sistema naturalistico.[75] Le lingue di controllo (italiano, spagnolo e/o portoghese, francese, inglese) utilizzate da Interlingua per formare il suo vocabolario richiedono per la maggior parte che una parola ammissibile sia trovata in tre lingue di partenza (la "regola del tre"),[76] che sarebbe in conflitto con il substrato germanico di Occidental e varie altre parole che sarebbero per definizione non ammissibili in una lingua unificata che mantenesse la metodologia di Interlingua. L'accettazione di parole occidentali come mann, strax, old e sestra (Interlingua: viro, immediatemente, vetere, soror) in Interlingua poteva essere fatta solo eliminando le lingue di controllo, il vero nucleo della metodologia di Interlingua per determinare il suo vocabolario. L'interlingua consentiva anche coniugazioni verbali irregolari facoltative (come così, son e sia[77] come prima persona singolare, terza persona plurale e congiuntivo di esser, il verbo 'essere') che Occidental non aveva mai nemmeno considerato e visto come incompatibile con una lingua ausiliaria internazionale facile.
Tutto questo è avvenuto in un momento in cui Occidental, con sede in Europa, si stava ancora riprendendo dalla guerra. Cosmoglotta continuò a riferire fino al 1946 su coloro che erano sopravvissuti alla guerra e chi no, coloro che erano pronti a partecipare di nuovo e coloro che erano ancora fuori dal mondo. La rivista mostrava difficoltà finanziarie con costi di stampa gonfiati dopo la fine della seconda guerra mondiale e l'incapacità di riscuotere pagamenti da alcuni paesi, in netto contrasto con la ben finanziata IALA che aveva sede a New York.
La politica internazionale fu un'altra difficoltà per gli occidentalisti dopo la guerra. L'inizio della Guerra Fredda creò una situazione particolarmente scomoda per l'Unione Occidentale,[82][83][84] che ora possedeva un nome che per sfortunato caso coincideva con quello di una lega politica anti-russa, e che gli occidentalisti in Svizzera si credeva fosse il motivo dell'intercettazione di tutte le lettere di de Wahl inviate da Tallinn.[85] De Wahl rimase all'oscuro degli sviluppi della lingua e della proposta fino alla sua morte nel 1948.[86] All'inizio del 1948 gli occidentalisti cecoslovacchi avevano iniziato a chiedere l'approvazione per un nuovo nome che consentisse loro di continuare la loro attività linguistica senza sospetti, proponendo il nome Interal (International auxiliari lingue), al quale il sindacato rispose che il termine Interlingue sarebbe stato più appropriato e che erano liberi di introdurre la lingua come "Interlingue (Occidental)", o anche rimuovere la menzione di Occidental tra parentesi se lo ritenevano necessario.[87] Ric Berger iniziò a sostenere un cambio di nome da Occidental a Interlingue nel 1948[88], cosa che sperava anche di favorire una fusione tra le due lingue.[89] Il voto ufficiale sulla modifica del nome in Interlingue ebbe luogo al plenum dell'Unione Occidentale nel 1949 e fu approvato con il 91% di sostegno, rendendo il nome ufficiale Interlingue, con Interlingue anche consentito, valido dal 1 settembre 1949.[ 90]
L'anno 1951 in cui fu annunciato l'Interlingua fu consequenziale nell'indebolire l'Interlingue-Occidental, che fino ad allora era stato incontrastato nel campo delle lingue ausiliarie naturalistiche pianificate. La percezione di Vĕra Barandovská-Frank della situazione in quel momento era la seguente (tradotta dall'esperanto):[91]
Nel campo delle lingue naturalistiche pianificate l'Occidental-Interlingue era fino ad allora incontrastato (soprattutto dopo la morte di Otto Jespersen, autore di Novial), in quanto tutti i nuovi progetti ne erano quasi delle imitazioni. Questo valeva anche per Interlingua, ma portava con sé un dizionario di 27.000 parole messo insieme da linguisti professionisti che ha portato grande rispetto, nonostante in linea di principio solo confermando il percorso che De Wahl aveva iniziato. Il Senato dell'Interlingue-Union e l'Interlingue-Academie hanno accolto le proposte che (1) l'Interlingue-Union diventi un membro collettivo della IALA e (2) l'Interlingue-Union rimanga favorevole alla futura attività della IALA e moralmente supportalo. La prima proposta non è stata accolta, ma la seconda è stata quella di dare una concreta collaborazione e supporto a Interlingua.
André Martinet, il penultimo direttore della IALA, ha fatto osservazioni simili a quelle di Matejka. Ha confessato che la sua variante preferita di Interlingua era quella più vicina all'Interlingue di quella ufficializzata da Gode. In queste circostanze gli sforzi di Ric Berger per trasferire in massa tutti gli utenti di Interlingue a Interlingua de IALA sono stati uno shock. La sua eresia ha causato dubbi e interruzioni nei circoli di Interlingue, soprattutto dopo essere stato coinvolto nella pubblicazione della "Revista de Interlingua". La prima idea di una fusione naturale di entrambe le lingue si è rivelata irrealistica, con la nuova lingua che è diventata una rivale.[92]
Anche il riassunto dell'anno 1951 di Don Harlow per Occidental[81] è simile a quello di Barandovská-Frank:
Interlingua aveva un collegio elettorale già pronto. Erano passati quasi trent'anni dalla creazione di Occidental, la cui forza nel mondo "naturalistico" aveva impedito ad altri progetti "naturalistici" di sviluppare i propri movimenti. Ma la stella di Occidental era diminuita dopo la guerra. Ora, come un fulmine a ciel sereno, è arrivato questo dono del cielo: un nuovo linguaggio costruito ancora più "naturalistico" di quello occidentale. Nonostante i tentativi degli irriducibili sostenitori di Occidental di evitare l'inevitabile - per esempio, con tattiche come rinominare la loro lingua Interlingue - la maggior parte degli occidentalisti rimasti fece il breve pellegrinaggio al santuario di Interlingua.

### Stagnazione e rinascita
Mentre la migrazione di così tanti utenti a Interlingua aveva gravemente indebolito il movimento Interlingue, il successivo calo di attività è stato graduale e ha avuto luogo nel corso di decenni.[93][94] Cosmoglotta B cessò la pubblicazione dopo il 1950 e la frequenza di Cosmoglotta A iniziò a diminuire gradualmente: una volta ogni due mesi dal 1952, e poi una volta al trimestre dal 1963.[42] Altri bollettini in Interlingue continuarono ad apparire in questo periodo come Cive del Munde (Svizzera), Voce de Praha (Cecoslovacchia), Sved Interlinguist (Svezia), International Memorandum (Regno Unito), Interlinguistic Novas (Francia), Jurnale Scolari International (Francia). ), Buletine Pedagogic International (Francia), Super li Frontieras (Francia), Interlingue-Postillon (1958, Germania), Novas de Oriente (1958, Giappone), Amicitie European (1959, Svizzera), Teorie e pratica (Svizzera-Cecoslovacchia, 1967), e Novas in Interlingue (Cecoslovacchia, 1971).[92] Barandovská-Frank credeva che il declino dell'interesse per l'Occidental-Interlingue fosse avvenuto di concerto con l'invecchiamento della generazione che era stata attratta per la prima volta da altre lingue pianificate (tradotte dall'esperanto):
La maggior parte degli interessati all'Interlingue apparteneva alla generazione che a sua volta conobbe Volapük, Esperanto e Ido, trovando poi in Occidental-Interlingue la soluzione più estetica (essenzialmente naturalistica). Molti in seguito si trasferirono all'Interlingua della IALA, che però non ebbe molto più successo nonostante l'impressione che la sua origine scientifica aveva fatto, e coloro che rimasero fedeli all'Occidental-Interlingue non riuscirono a trasmettere il loro entusiasmo a una nuova generazione.[92]
L'attività in Interlingue alla fine raggiunse un minimo durante gli anni '80 e all'inizio degli anni '90, quando la pubblicazione di Cosmoglotta cessò per un certo numero di anni. Lo si può vedere nella frequenza di Cosmoglotta: mentre il numero 269 è stato pubblicato nel 1972 dopo essere stato pubblicato una volta a stagione tra il 1963,[42] il numero 289 non è stato raggiunto fino all'estate 2000[95] per una media di meno di un numero all'anno. Secondo Harlow, "nel 1985 l'ultimo periodico di Occidental, Cosmoglotta, cessò le pubblicazioni e il suo direttore, il signor Adrian Pilgrim, avrebbe descritto l'Occidental come una 'lingua morta'".[81] Un decennio dopo, un film documentario in Il 1994 da Steve Hawley e Steyger sulle lingue pianificate ha introdotto l'oratore interlingue Donald Gasper come "uno degli ultimi parlanti rimasti della lingua occidentale".[96]
Come nel caso di altre lingue pianificate, è stato l'arrivo di Internet che ha permesso alla lingua di rivivere.[97][98][93] Nel 1999 il primo Yahoo! Fu fondato il Gruppo in Occidental, Cosmoglotta aveva ricominciato a pubblicare a intermittenza e la lingua divenne oggetto di discussione nella letteratura sulle lingue ausiliarie.[99] Un esempio è The Esperanto Book pubblicato nel 1995 da Harlow, che scrisse che Occidental aveva un'enfasi intenzionale sulle forme europee e che alcuni dei suoi principali seguaci sposavano una filosofia eurocentrica, che potrebbe averne ostacolato la diffusione.[81][100] Tuttavia, la visione opposta[101][102][103] era comune anche nella comunità e Occidental ha guadagnato aderenti in molte nazioni, comprese le nazioni asiatiche.[104][105] Nel 2004 è stata approvata una Wikipedia interlingue. Negli ultimi anni sono ricominciati gli incontri ufficiali tra parlanti interlingue: un incontro a Ulm il 10 gennaio 2013,[106] un altro a Monaco nel 2014 con tre partecipanti,[107] e un terzo in Ulm il 16 agosto 2015 con cinque.[108]

## Letteratura
I principali testi letterari in Occidental sono apparsi in Cosmoglotta. C'erano anche alcune opere, sia originali che tradotte, pubblicate in interlingue. Altri testi sono apparsi sulla rivista Helvetia, ma questi erano meno comuni. Micri chrestomathie è un esempio di opera tradotta, con una raccolta di testi di Jaroslav Podobský, H. Pášma e Jan Kajš pubblicata nel 1933
Alcuni testi pubblicati come libri separati sono:
- Krasina, raconta del subterrania del Moravian carst,[58] pubblicato nel 1938 da Jan Amos Kajš.
- Li astres del Verne, una raccolta di poesie originali di Jaroslav Podobský, pubblicata sia nel 1935 che nel 1947.
- Li sercha in li castelle Dewahl e altri racontas, scritto e pubblicato da Vicente Costalago nel 2021.[59]
- Antologie hispan[60]
- Fabules, racontas e mites, scritto e pubblicato da Vicente Costalago nel 2021.[61]

## Esempi di Occidental

### IlPadre Nostro(Li Patre nor)
Patre nor, Qui es in li cieles.
Mey Tui Nómine esser sanctificat,
mey Tui Regnia venir.
Mey Tui Vole esser fat
qualmen in li cieles talmen anc sur li terre.
Da nos hodie nor pan omnidial,
e pardona nor débites,
qualmen anc noi pardona nor debitores.
E ne inducte nos in tentation,
ma libera nos de lu mal.
Amen

### Avvertimento
Advertiment; es prohibit: 1) de avicinar se al isolatores e al conductores sub alt tension, quam al conductores electric ne mettet a terra e de tuchar simil partes del installationes con li córpor e con objectes, mem anc simplicmen con li jetta de aqua quande es lavat li vehicules; 2) de avicinar se a files pendent o cadet sur li suol.
(Avvertimento; è proibito: 1) di avvicinarsi agli isolatori ed alle conduttore sotto alta tensione, come pure alle conduttore elettriche non messe a terra, e di toccare simili parti degli impianti col corpo o con oggetti, oppure anche semplicemente col getto d'acqua quando si lavano i veicoli; 2) di avvicinarsi a fili pendenti o caduti sul suolo.)